# Питерборо Питс
«Питерборо Питс» (англ. Peterborough Petes) — молодёжный хоккейный клуб из города Питерборо, провинция Онтарио, Канада, выступающий в Хоккейной лиге Онтарио (OHL). Команда играет на арене «Питерборо Мемориал Центр» с 1956 года и является старейшей постоянно действующей командой лиги.

## История
Команда «Питс» появилась на свет 1 октября 1956 года, когда «Китченер Кэнакс» переехали в Питерборо после сезона 1955–56. Они также стали спонсироваться командой НХЛ «Монреаль Канадиенс». Свою первую игру «Питы» провели 4 ноября 1956 года, а 8 ноября 1956 года одержали первую победу.
«Питы» выигрывали чемпионат OHL десять раз, что является вторым показателем в истории OHL после «Ошавы Дженералз», у которых их 13, и самым большим в послевоенную эпоху. Последний раз «Питс» выигрывали чемпионат OHL в 2023 году, одержав победу в шести матчах над «Лондон Найтс». Мемориальный кубок был выигран один раз — в 1979 году.

## Достижения
- Чемпион OHL (10): 1959, 1972, 1978, 1979, 1980, 1989, 1993, 1996, 2006, 2023;
- Победители конференции (4): 2005, 2006, 2017, 2023;
- Мемориальный кубок (1): 1979;
- Победители регулярного сезона (7): 1965-66, 1970-71, 1978-79, 1979-80, 1985-86, 1991-92, 1992-93;
- Победители дивизиона (11): 1978–79, 1979–80, 1984–85, 1985–86, 1987–88, 1988–89, 1991–92, 1992–93, 2004–05, 2005–06, 2016–17;
- Чемпион Восточно-Канадской юниорской лиги А (1): 1959;